# Zofia Czerwińska
Zofia Czerwińska (sinh ngày 19 tháng 3 năm 1933 - mất ngày 13 tháng 3 năm 2010) là một diễn viên người Ba Lan. Bà nổi tiếng với vai diễn Zofia Balcerkowa trong sê-ri phim truyền hình Alternatives 4.

## Tiểu sử
Zofia Czerwińska sinh tại Poznań. Bà là cô con gái duy nhất của Marian và Anna Urszula của dòng họ Czerwiński. Zofia Czerwińska theo học tại Trường trung học số 5 ở Gdansk và được đánh giá là một cựu học sinh xuất sắc trong thời kỳ hậu chiến. Bà theo học diễn kịch tại nhà hát ở Kraków.
Zofia Czerwińska có một sự nghiệp diễn xuất bền lâu với hơn 150 vai diễn trong các bộ phim truyền hình và phim điện ảnh. Bà đặc biệt được nhắc đến với vai diễn Zofia Balcerkowa trong sê-ri phim truyền hình Alternatives 4. Bà hoạt động tích cực trong các chiến dịch bảo vệ quyền lợi của động vật và hạn chế kỳ thị đồng tính.
Zofia Czerwińska mất tại Warsaw vào năm 2019.

## Đời tư
Hai cuộc hôn nhân của Zofia Czerwińska đều tan vỡ vì người chồng trong cuộc hôn nhân thứ nhất không chung thủy và chính bà không chung thủy trong cuộc hôn nhân thứ hai. Bà không có con nối dõi.